# 鯨塚

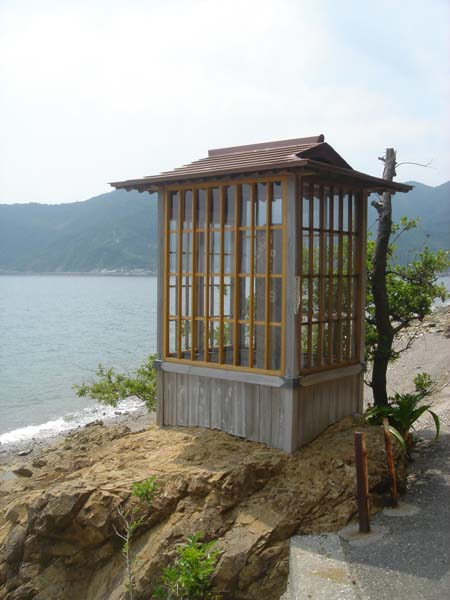
西予市の鯨塚。手前の柱の跡は明浜町教育委員会による説明板の跡

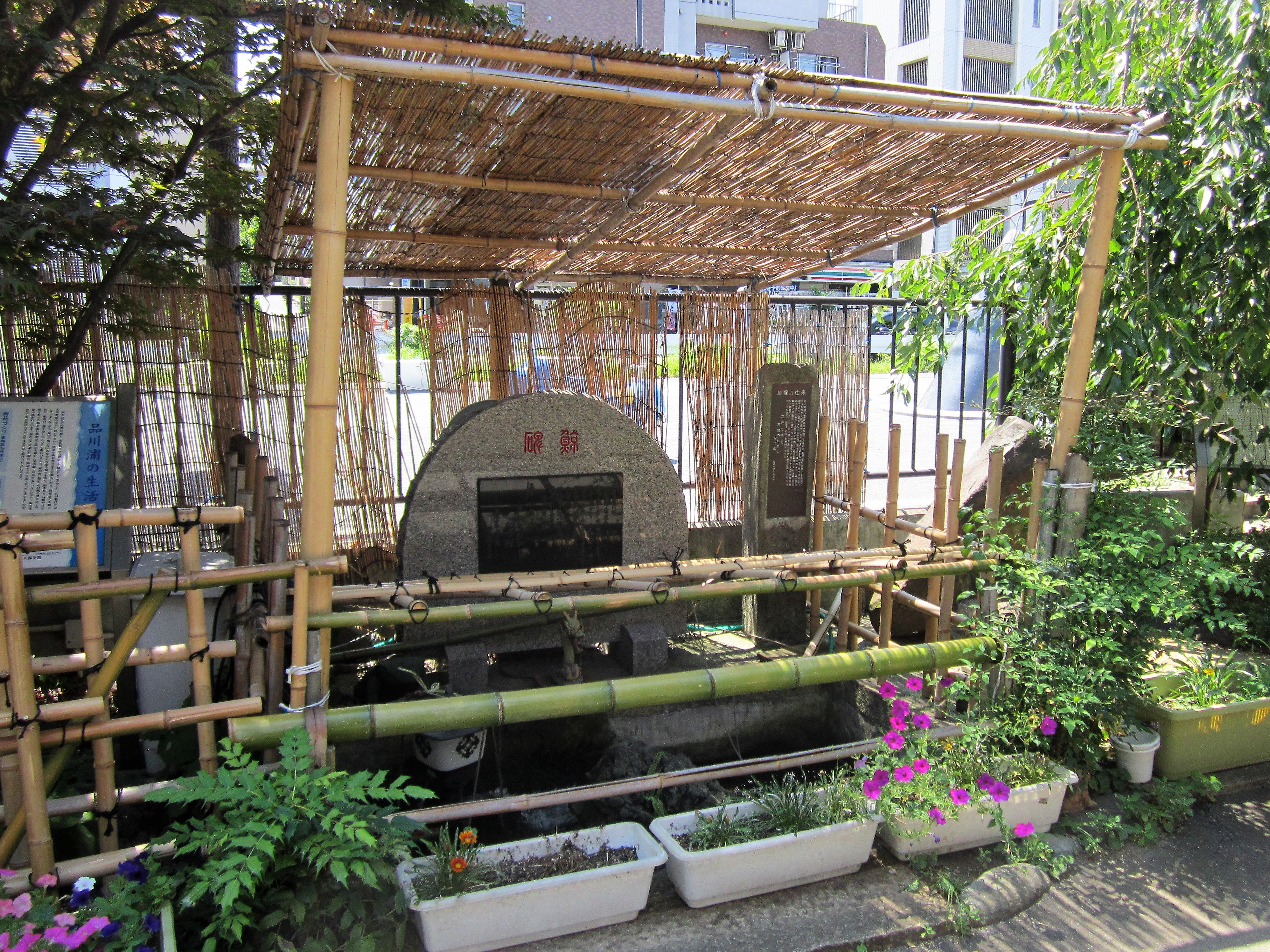
品川・利田神社の鯨塚

鯨塚（くじらづか）は、海浜において岸に打ち上げられた鯨を祀った塚のこと。日本の他、ベトナム沿岸地域にも、鯨を祀った社や塚が点在する。

## 概要
寄り鯨・流れ鯨といわれる座礁鯨を捕獲し（受動捕鯨）食料や資源としての利用から、その地域が救われたり潤ったりした事に対する、感謝であり、また生命への追悼の意味で建てられた塚であり、漂着神や「寄り神信仰」とも係わっている。鯨は神格化されて捉えられていたため（「恵比寿」の化身としてエビスとも呼んでいた地域も存在する）、偶然の漂着または捕鯨により命を奪われた事で”荒ぶる神”にならぬよう祀った塚でもある。東京都品川の利田神社、東京都三宅島の鯨神社などにある。
江戸時代以降の組織捕鯨が確立されてのち、捕鯨を生業にした地域においても、追悼や感謝の意味を込めて建てられた塚があり、千葉県勝山の浮島神社の近く竜島地区、和歌山県太地町などにある。
鯨の到来と魚群の到来が重なる事から、クジラには霊力があると考え、漁の水先案内として利用していた経緯がある。このことから、「恵比寿」の仮の姿の鯨を漁業の神として「大漁追福」または海神として「海上安全祈祷」などを願い祀った塚でもある。
同じものとして、受動捕鯨や偶然捕鯨のみならず捕鯨を古くから生業にしてきた地域では、「鯨墓」や「鯨碑」といったものが存在し、鯨塚と合わせるとおよそ100基が日本に存在する。

## 実例
全国の沿岸部各地に存在する。形態は様々で、石碑や塔や祠（木造・石造）もあれば、遺骸の一部の骨の上に土を盛り上げて、岩を置いただけの塚もある

### 東北
宮城県気仙沼市唐桑町の例は次のとおり。
ある日の嵐の時、白い鯨二頭が、沈没しかかった船を両脇から支えるようにして岸に運んだという。それ以来、唐桑町の人は先祖代々鯨を食べない。
唐桑町の御崎神社の境内には、鯨を供養した「鯨塚」の石碑がいくつか遺る。これは前述の伝承の起源ではなく、鯨漁をしていた時代の名残である。鯨漁が絶えてから、鯨塚の解釈として前述のような伝承が生まれたものと思われる。

### 四国
愛媛県西予市明浜町の例は次のとおり。
西予市明浜町地域（旧・明浜町）には3つの鯨塚があるが、最もよく知られているのは、高山地区の鯨塚である。市明浜総合支所のある高山集落と大早津海岸の間の海に面した国道の道端にある。ここは古くは丸石綱代と呼ばれた。
いわれは、1837年（天保8年）の6月21日（旧暦、7月23日）、大きな鯨がこの海岸に打ち上げられた。この年は天保の（大）飢饉と呼ばれる大飢饉に見舞われ、苦しんでいたが、この鯨のおかげで、村民はどうにか餓死せずに済んだ。これに感謝して、村人たちは鯨様と奉った。鱗王院殿法界全果大居士の戒名がおくられ、手厚くまつられた。墓碑の銘を揮毫したのは宇和島藩藩主・伊達宗紀公である。院殿大居士の戒名は当時の殿様級であり、全国的にも大変珍しいとされる。
町指定有形民俗文化財。

### 関東
千葉県の房総半島南部にもいくつかの鯨塚が残されている。
- 千葉県鋸南町では醍醐家などによって江戸時代から明治まで捕鯨が行われており、板井ケ谷の弁才天に1年に1基ずつ石宮が建立されてきた[4]。
- 千葉県南房総市白浜町乙浜でも江戸時代から明治まで捕鯨が行われており、出漁前に漁師が無事を祈るため1871年頃に鯨塚が建てられた。
- 千葉県南房総市千倉町千田の長性寺には1896年に捕られた鯨を弔うための鯨塚が残っている[5]。
- 長野県佐久市に鯨塚がある。昔、佐久下県(現佐久市伴野)の千曲川まで鯨が遡上してきた。水の少ない場所は体を横にして川をせき止め、水がたまれば一気に上がる。これをくりかえして登ってきたが、下県の住民が鯨をしとめてしまい、その頭部を御神体として祀ったという。海から離れた佐久一帯にはなぜか鯨伝説が多い[6]。

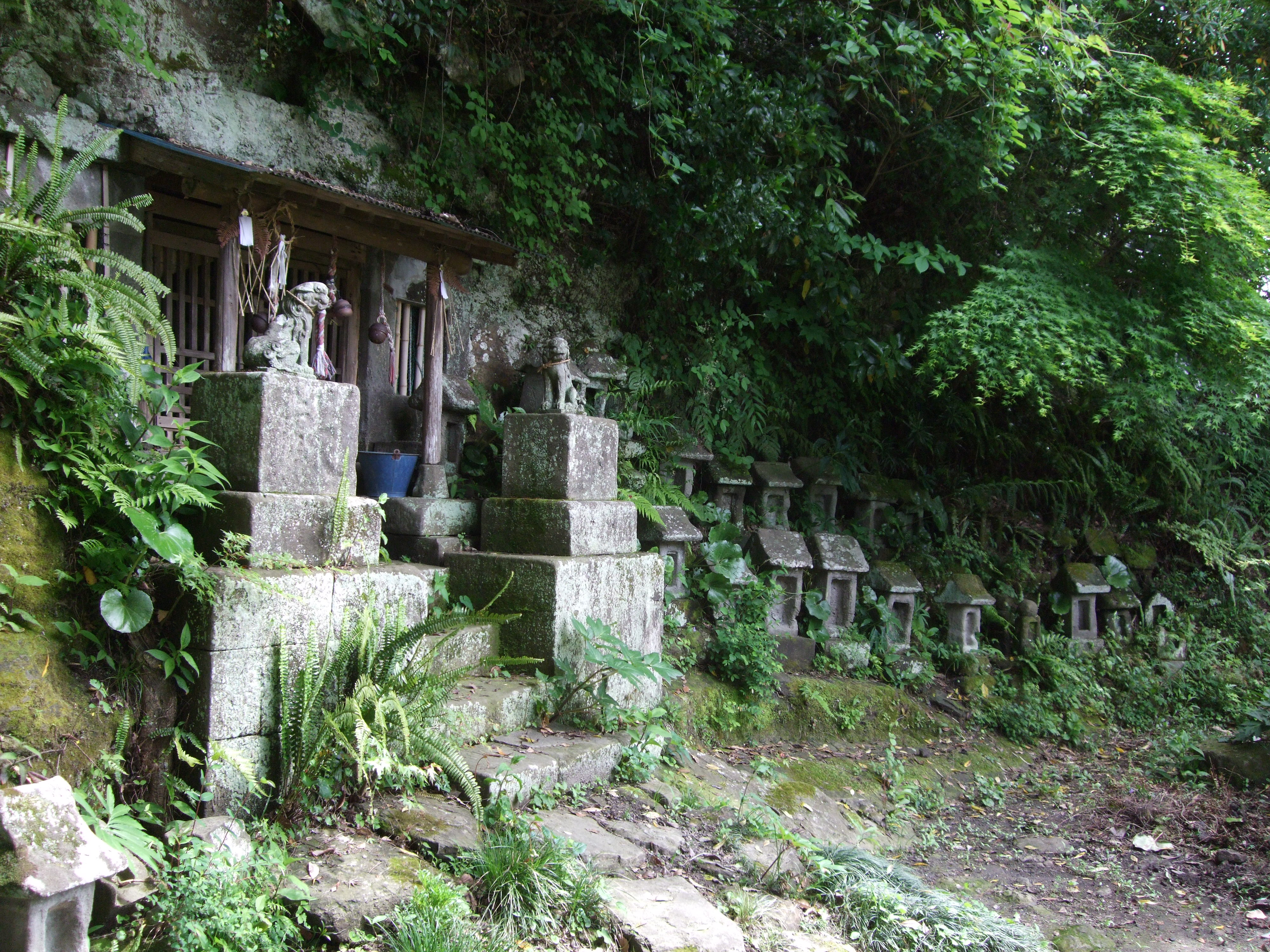
板井ケ谷弁才天
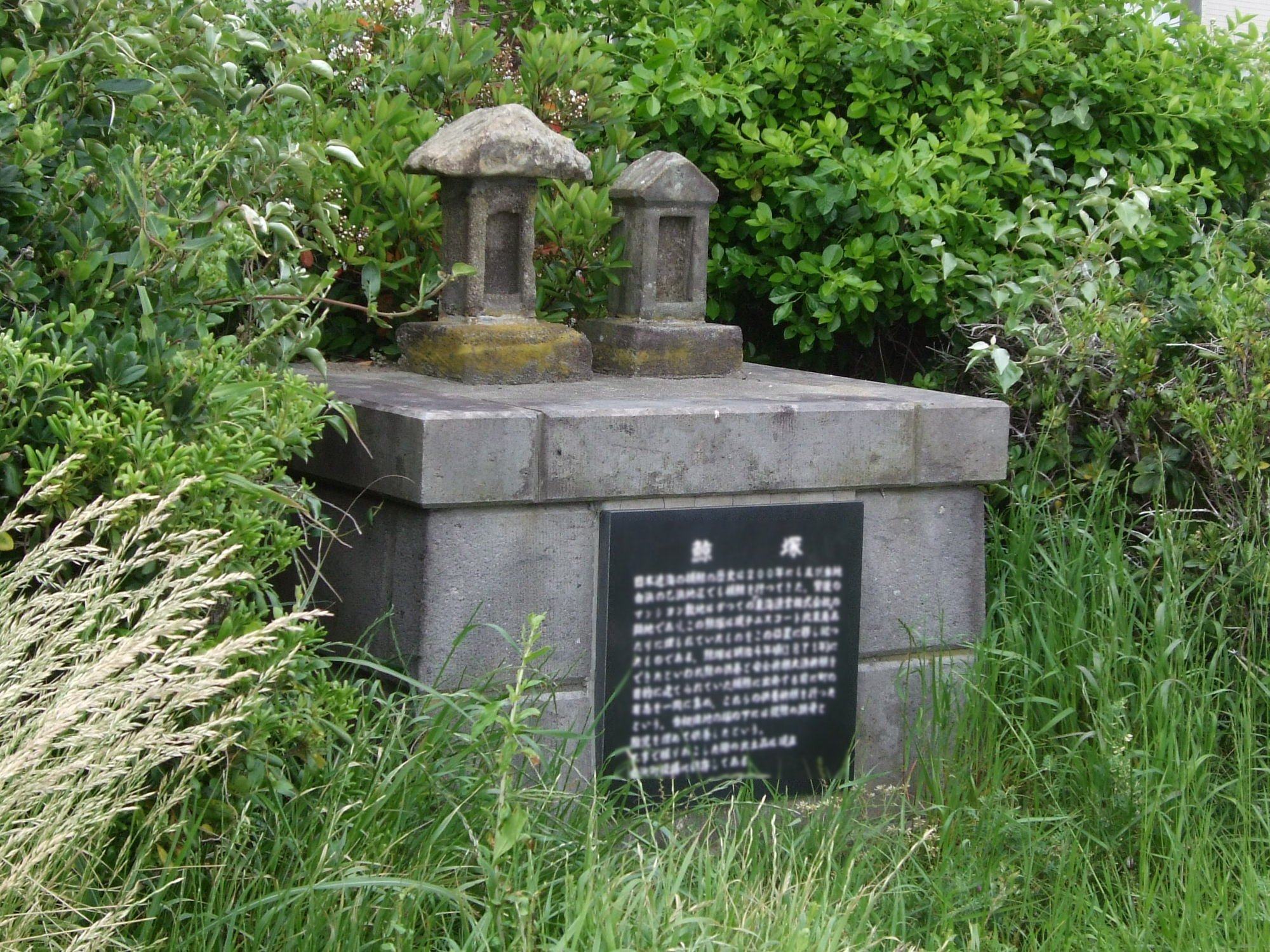
乙浜の鯨塚
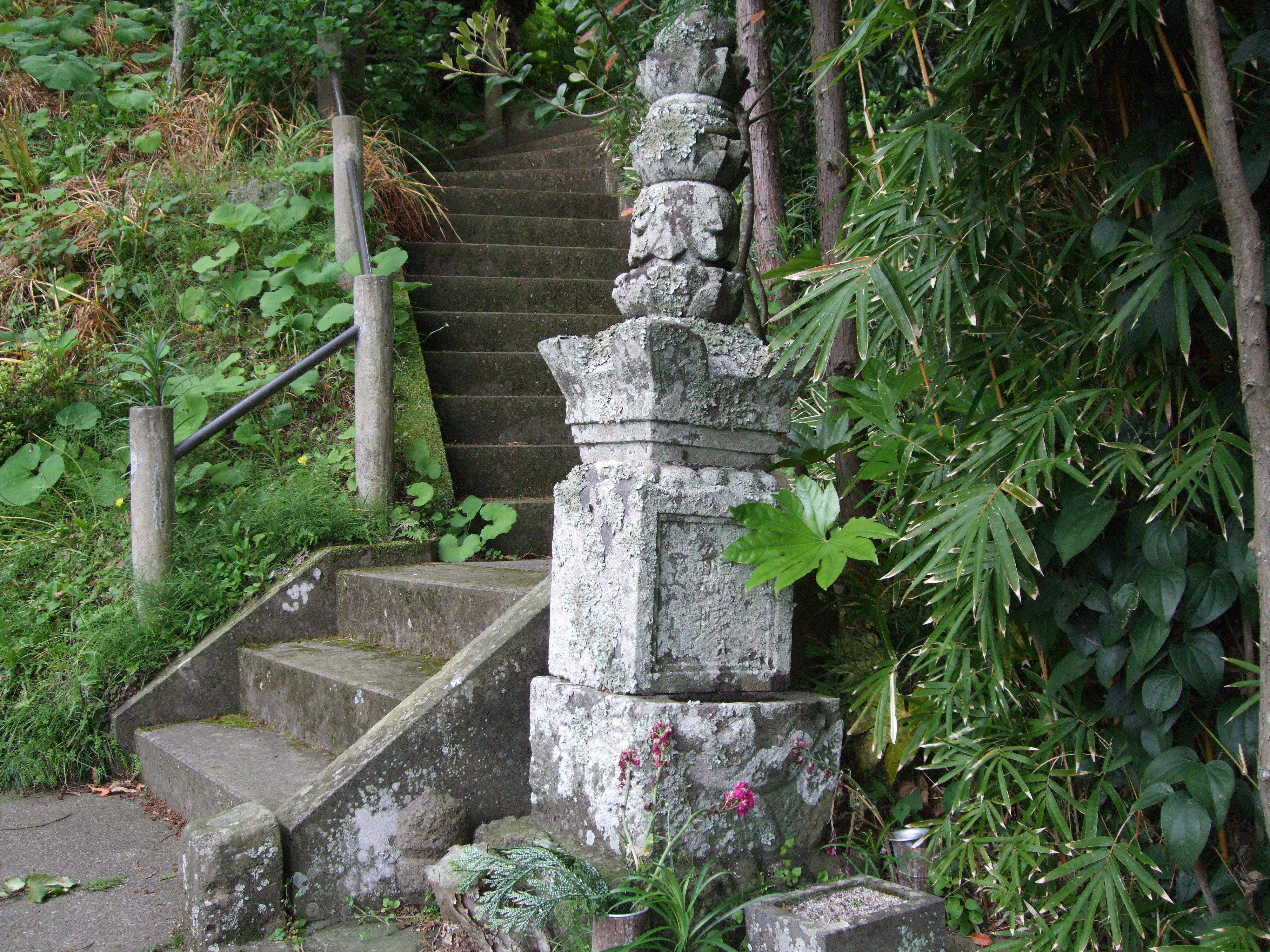
長性寺の鯨塚

## 鯨神社
鯨神社とは、鯨に対する感謝や追悼のための塚を建てたり、御神体として鯨の遺骸を祀っている神社や、あるいは捕鯨行為自体を神事として捉え、信仰している神社などの、捕鯨とかかわりの深い神社の俗称。
諏訪神社
長崎県長崎市にあり、「長崎くんち」という捕鯨を模した行事を奉納している。詳しくは長崎くんちを参照。
八王子宮
高知県香美市土佐山田町にある。もとは1469年（文明元年）に旧明治村八王子へ、近江の八王子宮の分霊を勧請したもの。現在の地には1640年（寛永17年）に移転され、そこで江戸時代から続く捕鯨集団の浮津組の氏神になり現在に至る。神社であるが、鯨位牌が奉納されている。
鯨神社
東京都三宅村阿古錆ヶ浜のもの。正式名称は無く鯨神社とのみ呼ばれている。天保年間、三宅島は飢饉に見舞われており危機に瀕していたところ、1832年（天保3年）に「流れ鯨」が到来し役所の検分の後払い下げられ、五ヶ村に鯨が分けられ飢餓から救われた。その感謝から鯨の骨を埋葬し祠を建てたのが始まりである。
鯨の宮
長野県南佐久郡佐久穂町下畑に鯨の宮がある。むかし鯨が千曲川を遡上し、下畑の住民がしとめたが「こんな所まで上がってくるのは珍しい。このままにしておけば悪かろう」と宮を建てて祭ったとの伝説がある。海から遠いこの地域にはなぜか鯨伝承が多い。

### 鯨鳥居
鯨鳥居とは神社の鳥居が鯨の骨（主に肋骨）でできている鳥居である。
日本で最古の物は、和歌山県太地町の「恵比須の宮」の鳥居である。このことは井原西鶴の『日本永代蔵』1688年（貞享5年）刊行に「紀路大湊、泰地といふ里の、妻子のうたへり　此所は繁昌にして　若松村立ける中に　鯨恵比須の宮をいはひ　鳥井に　其魚の胴骨立しに　高さ三丈ばかりも　有ぬべし」と記述があり1688年より古くから存在していた事がわかる。他には長崎県新上五島町の海童神社にあり、1973年（昭和48年）に日東捕鯨株式会社によって奉納されたが、記録によれば現在の鳥居は三代目であり、それ以前は何で作られていたか判明していない。これらが現在、日本にある鯨鳥居の全てであるが、当時日本統治下の台湾の最南端の鵝鑾鼻にあった鵝鑾鼻神社。または樺太にあった札塔恵比寿神社、北方領土の色丹島の色丹神社の3ヶ所に鯨鳥居があった。以上5ヶ所はそれぞれ捕鯨に直接または、間接的（捕鯨基地など）に係わる場所である。